# Campodorus holmgreni
Campodorus holmgreni là một loài tò vò trong họ Ichneumonidae.